# ورزشگاه باشگاه ورزشی الشمال
ورزشگاه باشگاه ورزشی الشمال، یک ورزشگاه فوتبال در الشمال قطر است. این ورزشگاه، مکان انجام بازی‌های خانگی الشمال است. گنجایش این ورزشگاه، ۵٬۰۰۰ نفر است. 